# Laura Tramuns
Laura Tramuns Tripiana (19 de febrero de 1970) es una deportista española que compitió en natación adaptada. Ganó cuatro medallas en los Juegos Paralímpicos de Verano entre los años 1984 y 1996.

## Palmarés internacional
| Juegos Paralímpicos | Juegos Paralímpicos                                        | Juegos Paralímpicos | Juegos Paralímpicos |
| Año                 | Lugar                                                      | Medalla             | Prueba              |
| ------------------- | ---------------------------------------------------------- | ------------------- | ------------------- |
| 1984                | Nueva York (Estados Unidos) Stoke Mandeville (Reino Unido) | Medalla de bronce   | 100 m braza L5      |
| 1988                | Seúl (Corea del Sur)                                       | Medalla de oro      | 100 m braza L5      |
| 1992                | Barcelona (España)                                         | Medalla de oro      | 100 m mariposa S8   |
| 1996                | Atlanta (Estados Unidos)                                   | Medalla de plata    | 100 m braza SB8     |